# Leo Katkaveck
Leo Frank Katkaveck (Manchester, Connecticut, 17 de abril de 1923-Greenville, Carolina del Norte, 6 de mayo de 2006) fue un jugador de baloncesto estadounidense que disputó dos temporadas entre la BAA y la NBA. Con 1,83 metros de estatura, jugaba en la posición de base.

## Trayectoria deportiva

### Universidad
Jugó durante su etapa universitaria con los Wolfpack de la Universidad Estatal de Carolina del Norte, con un paréntesis de 4 años entre medio debido a su incorporación al servicio militar durante la Segunda Guerra Mundial. En sus dos últimas temporadas fue incluido en el segundo mejor quinteto de la Southern Conference, tras promediar 6,4 y 5,9 puntos por partido, respectivamente.

### Profesional
Fue elegido en la sexagésima posición del Draft de la BAA de 1948 por Washington Capitols, con los que en su primera temporada promedió 4,2 puntos y 1,3 asistencias por partido, llegando a disputar las Finales en las que cayeron ante Minneapolis Lakers.
Al año siguiente promedió 4,4 puntos y 1,3 asistencias por partido, dejando el baloncesto profesional tras no ser renovado por el equipo.

## Estadísticas de su carrera en la NBA y la BAA

### Temporada regular
| Temporada | Edad | Equipo              | Liga  | P   | TIT | MIN | TC  | TCA | %TC  | 3P | 3PA | %3P | TL  | TLA | %TL  | R.OF. | R.DEF. | REB | ASIS | ROB | TAP | PER | FP  | PTS |
| 1948-49   | 25   | Washington Capitols | BAA   | 53  |     |     | 1.6 | 4.8 | .332 |    |     |     | 1.0 | 1.3 | .746 |       |        |     | 1.3  |     |     |     | 2.1 | 4.2 |
| 1949-50   | 26   | Washington Capitols | NBA   | 54  |     |     | 1.9 | 6.1 | .306 |    |     |     | 0.6 | 1.0 | .607 |       |        |     | 1.3  |     |     |     | 1.9 | 4.4 |
| Total     |      |                     | TOTAL | 107 |     |     | 1.7 | 5.4 | .317 |    |     |     | 0.8 | 1.2 | .685 |       |        |     | 1.3  |     |     |     | 2.0 | 4.3 |
|           |      |                     | NBA   | 54  |     |     | 1.9 | 6.1 | .306 |    |     |     | 0.6 | 1.0 | .607 |       |        |     | 1.3  |     |     |     | 1.9 | 4.4 |
|           |      |                     | BAA   | 53  |     |     | 1.6 | 4.8 | .332 |    |     |     | 1.0 | 1.3 | .746 |       |        |     | 1.3  |     |     |     | 2.1 | 4.2 |

### Playoffs
| Temp.   | Edad | Equipo              | Liga  | P  | MIN | TCA | TC | 3PA | 3P | TLA | TL | R.OF. | REB | ASIS | ROB | TAP | PER | FP | PTS | %TC  | %3P | %FT  | MIN | PTS | REB | AST |
| 1948-49 | 25   | Washington Capitols | BAA   | 9  |     | 7   | 29 |     |    | 6   | 8  |       |     | 10   |     |     |     | 13 | 20  | .241 |     | .750 |     | 2.2 |     | 1.1 |
| 1949-50 | 26   | Washington Capitols | NBA   | 2  |     | 2   | 13 |     |    | 2   | 3  |       |     | 3    |     |     |     | 7  | 6   | .154 |     | .667 |     | 3.0 |     | 1.5 |
| Total   |      |                     | TOTAL | 11 |     | 9   | 42 |     |    | 8   | 11 |       |     | 13   |     |     |     | 20 | 26  | .214 |     | .727 |     | 2.4 |     | 1.2 |
|         |      |                     | BAA   | 9  |     | 7   | 29 |     |    | 6   | 8  |       |     | 10   |     |     |     | 13 | 20  | .241 |     | .750 |     | 2.2 |     | 1.1 |
|         |      |                     | NBA   | 2  |     | 2   | 13 |     |    | 2   | 3  |       |     | 3    |     |     |     | 7  | 6   | .154 |     | .667 |     | 3.0 |     | 1.5 |